# Вереш, Шандор
Шандор Вереш (венг. Veress Sándor; 1 февраля 1907, Коложвар — 4 марта 1992, Берн) — венгерско-швейцарский композитор.

## Биография
Сын историка Эндре Вереша и альтистки Марии Мехей. В 1915 году вместе с семьёй переехал в Будапешт, где Вереш-старший получил должность в министерстве; с 10-летнего возраста учился игре на фортепиано. В 1923 году поступил в Академию Ференца Листа в класс фортепиано Эмануэля Хедьи, однако из-за нараставших творческих разногласий перешёл в конце концов в класс Белы Бартока. В 1925—1930 годах изучал композицию под руководством Золтана Кодаи. С 1929 году — на общественных началах работал под руководством Ласло Лайты в отделе народной музыки будапештского Этнографического музея, изучал музыкальную этнографию; в 1930 году совершил научную экспедицию для записи и исследования музыкального фольклора чангошей.
Международное признание начало приходить к Верешу как композитору в 1935 году, когда его струнный квартет № 1 был исполнен на Всемирных днях музыки в Праге. С 1935 года Вереш работал в Венгерской академии наук над подготовкой академического издания венгерского музыкального фольклора. В 1943 году сменил своего наставника Кодаи в должности профессора композиции Академии Ференца Листа; учениками Вереша в Академии были Дьёрдь Лигети и Дьёрдь Куртаг. В марте 1949 году Вереш был удостоен Премии имени Кошута.
Осенью 1949 году Вереш принял решение покинуть коммунистическую Венгрию и обосновался в Швейцарии. В 1950—1981 годах он был профессором Бернской консерватории, где его учениками были многие заметные музыканты, прежде всего Хайнц Холлигер (ему посвящена Passacaglia concertante для гобоя и струнных, 1961). Одновременно в 1968—1977 годах преподавал в Бернском университете, с 1971 года — профессор.
Среди важнейших сочинений Вереша — Первая симфония (1940), посвящённая императору Хирохито по случаю 2600-го Дня основания империи, «Посвящение Паулю Клее» для двух фортепиано и струнного оркестра (1952), Концерт для струнного квартета и оркестра (1961), опера (Hangjegyek lázadása, 1931) и балеты (A csodafurulya (1937),
Térszili Katicza (1943). Верешу принадлежит также ряд камерных, вокальных и хоровых произведений.